# Alan Scott (ator)
Alan Scott (Haddonfield, 13 de outubro de 1922 - Branford, 5 de fevereiro de 2021) foi um ator americano. Foi conhecido pelo seu trabalho em Cléo de 5 à 7 (1962), Lola (1961) e na série Aux frontières du possible (1971). Interpretaria o agente OSS 117 no telefilme OSS 117 tue le taon (1971). Morreu em 5 de fevereiro de 2021 em Branford, Connecticut, nos Estados Unidos.

## Biografia
Atuou na França em 1958, no filme Les Cheaters, de Marcel Carné, antes de retornar aos Estados Unidos para atuar com Cary Grant e Tony Curtis em Operation Petticoats (1959), de Blake Edwards.
Retornou à França onde interpretou, do início da década de 1960 até o final da década de 1970, no cinema e na televisão, às vezes o inglês ou o americano de plantão em eternos papéis coadjuvantes. Isto ocorre, por exemplo: Fortunat de Alex Joffé (1961), Lola de Jacques Demy (1961), Paris em agosto de Pierre Granier-Deferre (1966) e La Poudre d'escampette de Philippe de Broca (1971).

## Filmografia

### Cinema
- 1958 : Les Tricheurs de Marcel Carné : l'Américain
- 1959 : Opération Jupons (Operation Petticoat) de Blake Edwards : o chefe de demolição
- 1960 : Le Septième Jour de Saint-Malo de Paul Mesnier : Tony
- 1960 : L'Homme à femmes de Jacques-Gérard Cornu : Marc Lambert
- 1960 : Fortunat de Alex Joffé : Tom
- 1961 : Alibi pour un meurtre de Robert Bibal : Tom
- 1961 : Lola de Jacques Demy : Frankie
- 1962 : Cléo de 5 à 7 d'Agnès Varda : o marinheiro
- 1964 : Mort, où est ta victoire ? de Hervé Bromberger : Maurice
- 1965 : Paris au mois d'août de Pierre Granier-Deferre: Peter
- 1965 : Le Gendarme à New York de Jean Girault : Franck
- 1970 : Vertige pour un tueur de Jean-Pierre Desagnat : o marinheiro americano
- 1971 : La Poudre d'escampette de Philippe de Broca : o oficial britânico do avião
- 1972 : L'aventure c'est l'aventure de Claude Lelouch : o piloto do avião
- 1972 : Le Couteau de glace (Il coltello di ghiaccio) d'Umberto Lenzi : o doutor Laurent
- 1973 : Le Serpent de Henri Verneuil
- 1975 : Souvenirs d'en France d'André Téchiné : Richard
- 1975 : L'Homme du fleuve de Jean-Pierre Prévost

### Televisão

#### Série de TV
- 1959 : ITV Play of the Week : Auxiliar do general
- 1967 : Quand la liberté venait du ciel : Nicolas
- 1971 : Aux frontières du possible : episódio: Attention : nécroses mentales de Victor Vicas : Brett
- 1971 : Tang d'André Michel : Karl Bjordg (ep. 13)
- 1974 : Les Fargeot de Patrick Saglio : Cooper
- 1977 : Dossiers: Danger immédiat : Edouard

#### Filmes de TV
- 1971 : La nuit tourne mal : Julian Miles
- 1971 : OSS 117 tue le taon : OSS 117
- 1974 : Une mort comme la mienne : Falk